# ヒルトン横浜
ヒルトン横浜（ヒルトンよこはま）は、神奈川県横浜市西区みなとみらいにあるホテル。

## 概要
2023年9月24日に開業、所有・運営はケン・コーポレーションが担当。ヒルトンとしては横浜初進出である。
音楽アリーナのKアリーナ横浜に隣接し、同アリーナとオフィスビルのKタワー横浜とともに、ミュージックテラスを構成している。地上26階、地下1階建て（高さ約100m）、延べ床面積は約3.5万m2。アール・デコ様式をモチーフ（デザインコンセプトはモダンな横浜の要素を組み込みんだ「YOKOHAMA Déco」）にしたホテルであり、客室数は339室、レストラン3店舗が備えられている。
なお、ヒルトン系のホテルとしては近くの複合施設「PRYME COAST みなとみらい」にもミッドクラスの「ヒルトン・ガーデン・イン横浜みなとみらい」を2026年に開業予定で、さらに北仲通地区にも上級ブランドの「コンラッド横浜」を2027年に開業予定である。

## 施設

### レストラン&バー
- オールデイダイニング「パレード」（ホテル棟3階、180席）
- スペシャリティレストラン「オーシャンミラノ」（エントランス棟2階、60席）
- バー&ラウンジ「メロディー」（エントランス棟3階、59席）

### 宴会場・会議室
- バンケットルームA
- バンケットルームB
- ミーティングルームA
- ミーティングルームB

## アクセス
- JR東日本各線、京浜急行本線、東急東横線、相鉄本線、横浜市営地下鉄ブルーライン
  - 「横浜駅」東口より徒歩11分
- みなとみらい線
  - 「新高島駅」4臨港パーク口より徒歩5分
- リムジンバス
  - 羽田空港より京浜急行バスが運行する山下公園･みなとみらい地区･赤レンガ倉庫線にて「Kアリーナ横浜・ヒルトン横浜」下車